# هجم پایین
هجم پایین (به لاتین: Hojm-e Pa'in) یک منطقهٔ مسکونی در افغانستان است که در ولسوالی مایمی واقع شده‌است.